# Evarcha russellsmithi
Evarcha russellsmithi is een spinnensoort in de taxonomische indeling van de springspinnen (Salticidae).
Het dier behoort tot het geslacht Evarcha. De wetenschappelijke naam van de soort werd voor het eerst geldig gepubliceerd in 2008 door Wanda Wesołowska & Tomasiewicz.